# Pressigny (Deux-Sèvres)
Pressigny település Franciaországban, Deux-Sèvres megyében. Lakosainak száma 192 fő (2022. január 1.). Pressigny Assais-les-Jumeaux, Aubigny, Le Chillou, Saint-Loup-Lamairé és Thénezay községekkel határos.

## Népesség
A település népességének változása:
| Lakosok száma | 194  | 182  | 187  | 185  | 189  | 193  | 192  | 193  | 192  |
|               | 2013 | 2015 | 2016 | 2017 | 2018 | 2019 | 2020 | 2021 | 2022 |